# Мишра, Минати
Минати Мишра (ория ମିନତି ମିଶ୍ର; 1929, Каттак, Британская Индия — 6 января 2020, Цюрих) — индийская классическая танцовщица
 и актриса
. В 2012 году награждена четвертой по величине гражданской наградой Падма Шри.

## Биография
Родилась в 1929 или 1934 году в Каттаке (ныне штат Одиша) в семье Басанты Кумара Дас и была младшей из трех детей.
В раннем возрасте она начала изучать тематический танец у Аджита Гоша и Банабихари Мэйти и танец одисси под руководством Кабичандры Каличарана Патнаяка. В 1949 году она стала первой ученицей Келучарана Мохапатры. В 1954 году благодаря стипендии правительства Ориссы Минати присоединилась к Kalakshetra Foundation Рукмини Деви Арундейл и в течение одного года изучала бхаратнатьям.
Затем она продолжила обучение у Чхоккалингама Пиллаи в Индийском институте изящных искусств в Мадрасе. После чего начала выступать с сольными концертами и прославилась как представитель бхаратнатьям. Позже она сконцентрировалась на одисси и внесла значительный вклад в популяризацию этого танца.
В 1959 году она была приглашена посетить Швейцарию, после чего некоторое время провела в Германии и получила докторскую степень на факультете индологии Марбургского университета.
Пробыв заграницей пять лет она вернулась в Индию и была назначена на пост директора школы искусств Уткал Сангит Махавидьялая в Бхубанешваре, который занимала с 1964 по 1989 год.
Минати Мишра снялась в нескольких фильмах на ория. Первый из них Suryamukhi был выпущен в 1963 году, за ним последовали ещё четыре: Jeevan Sathi, Sadhana, Bhai Bhauja и Arundhati. Все фильмы, кроме Bhai Bhauja, получили Национальную кинопремию как лучший региональный фильм. Она также была артистом на Всеиндийском радио и получила титул Сангита Прабхакара за пение в жанре хиндустани.
На съёмках она встретила своего будущего мужа Нитьянанду Мишра.
После смерти мужа в 1980 году Минати решила отказаться от танцевальных выступлений и официально перестала выступать с 1990 года. Позже она поселилась в Швейцарии и посвятила свое время организации танцевальных фестивалей, лекционных туров и семинаров в Швейцарии и Канаде. В 2011 году, выступив соло на танцевальном фестивале Odissi Nrutya Sankalp в Бхубанешваре, она была признана старейшей исполнительницей одисси.
Скончалась в 6 января 2020 года в Цюрихе, Швейцария, в возрасте 91 года. У неё остался сын Сабитава Мишра.

## Награды
- 1958 — Натьякалабхушанам[6]
- 1975 — премия Академии Сангит Натак штата Орисса[6][7]
- 2000 — премия Академии Сангит Натак[9]
- 2000 — премия Калинга Шастрия Сангит Паришад[3]
- 2012 — Падма Шри за заслуги в области искусства[3]